# Kenya i olympiska sommarspelen 2004
Kenya i olympiska sommarspelen 2004 bestod av 94 idrottare som blivit uttagna av Kenyas olympiska kommitté.

## Friidrott
Herrar
Bana, maraton och gång
| Idrottare            | Gren               | Heat     | Heat      | Kvartsfinal | Kvartsfinal | Semifinal        | Semifinal        | Final            | Final            |
| Idrottare            | Gren               | Resultat | Placering | Resultat    | Placering   | Resultat         | Placering        | Resultat         | Placering        |
| -------------------- | ------------------ | -------- | --------- | ----------- | ----------- | ---------------- | ---------------- | ---------------- | ---------------- |
| Victor Kibet         | 400 meter          | DNF      | x         | i.u.        | i.u.        | Gick inte vidare | Gick inte vidare | Gick inte vidare | Gick inte vidare |
| Vincent Mumo Kiilu   | 400 meter          | 46.31    | 5         | i.u.        | i.u.        | Gick inte vidare | Gick inte vidare | Gick inte vidare | Gick inte vidare |
| Ezra Sambu           | 400 meter          | 45.59    | 2 Q       | i.u.        | i.u.        | 45.84            | 7                | Gick inte vidare | Gick inte vidare |
| Wilfred Bungei       | 800 meter          | 1:44.84  | 1 Q       | i.u.        | i.u.        | 1:44.28          | 1 Q              | 1:45.31          | 5                |
| Joseph Mutua         | 800 meter          | 1:45.65  | 1 Q       | i.u.        | i.u.        | 1:45.54          | 3                | Gick inte vidare | Gick inte vidare |
| Ezra Sambu           | 800 meter          | 1:46.42  | 5         | i.u.        | i.u.        | Gick inte vidare | Gick inte vidare | Gick inte vidare | Gick inte vidare |
| Timothy Kiptanui     | 1 500 meter        | 3:37.71  | 2 Q       | i.u.        | i.u.        | 3:41.04          | 3 Q              | 3:35.61          | 4                |
| Bernard Lagat        | 1 500 meter        | 3:39.80  | 2 Q       | i.u.        | i.u.        | 3:35.84          | 2 Q              | 3:34.30          | 2                |
| Isaac Kiprono Songok | 1 500 meter        | 3:38.89  | 5 Q       | i.u.        | i.u.        | 3:37.10          | 7 q              | 3:41.72          | 12               |
| Abraham Chebii       | 5 000 meter        | 13:22.30 | 5 Q       | i.u.        | i.u.        | i.u.             | i.u.             | DNF              | x                |
| John Kibowen         | 5 000 meter        | 13:19.65 | 4 Q       | i.u.        | i.u.        | i.u.             | i.u.             | 13:18.24         | 6                |
| Eliud Kipchoge       | 5 000 meter        | 13:19.01 | 2 Q       | i.u.        | i.u.        | i.u.             | i.u.             | 13:15.10         | 3                |
| Charles Kamathi      | 10 000 meter       | i.u.     | i.u.      | i.u.        | i.u.        | i.u.             | i.u.             | 28:17.08         | 13               |
| John Cheruiyot Korir | 10 000 meter       | i.u.     | i.u.      | i.u.        | i.u.        | i.u.             | i.u.             | 27:41.91         | 6                |
| Moses Mosop          | 10 000 meter       | i.u.     | i.u.      | i.u.        | i.u.        | i.u.             | i.u.             | 27:46.61         | 7                |
| Ezekiel Kemboi       | 3 000 meter hinder | 8:18.20  | 2 Q       | i.u.        | i.u.        | i.u.             | i.u.             | 8:05.81          | 1                |
| Brimin Kipruto       | 3 000 meter hinder | 8:15.11  | 1 Q       | i.u.        | i.u.        | i.u.             | i.u.             | 8:06.11          | 2                |
| Paul Kipsiele Koech  | 3 000 meter hinder | 8:24.68  | 3 Q       | i.u.        | i.u.        | i.u.             | i.u.             | 8:06.64          | 3                |
| Paul Tergat          | Maraton            | i.u.     | i.u.      | i.u.        | i.u.        | i.u.             | i.u.             | 2:14:45          | 10               |
| John Cheruiyot Korir | Maraton            | i.u.     | i.u.      | i.u.        | i.u.        | i.u.             | i.u.             | 2:13:30          | 7                |

Damer
Bana, maraton och gång
| Idrottare         | Gren         | Heat     | Heat      | Kvartsfinal | Kvartsfinal | Semifinal        | Semifinal        | Final            | Final            |
| Idrottare         | Gren         | Resultat | Placering | Resultat    | Placering   | Resultat         | Placering        | Resultat         | Placering        |
| ----------------- | ------------ | -------- | --------- | ----------- | ----------- | ---------------- | ---------------- | ---------------- | ---------------- |
| Faith Macharia    | 800 meter    | 2:06.31  | 6         | i.u.        | i.u.        | Gick inte vidare | Gick inte vidare | Gick inte vidare | Gick inte vidare |
| Nancy Langat      | 1 500 meter  | 4:06.94  | 4 Q       | i.u.        | i.u.        | 4:07.57          | 7                | Gick inte vidare | Gick inte vidare |
| Edith Masai       | 5 000 meter  | 15:01.92 | 5 Q       | i.u.        | i.u.        | i.u.             | i.u.             | DNF              | x                |
| Isabella Ochichi  | 5 000 meter  | 14:55.69 | 4 Q       | i.u.        | i.u.        | i.u.             | i.u.             | 14:48.19         | 2                |
| Jane Wanjiku      | 5 000 meter  | 15:14.57 | 9         | i.u.        | i.u.        | i.u.             | i.u.             | Gick inte vidare | Gick inte vidare |
| Sally Barsosio    | 10 000 meter | i.u.     | i.u.      | i.u.        | i.u.        | i.u.             | i.u.             | 32:14.00         | 17               |
| Alice Timbilil    | 10 000 meter | i.u.     | i.u.      | i.u.        | i.u.        | i.u.             | i.u.             | 32:12.57         | 16               |
| Lucy Wangui       | 10 000 meter | i.u.     | i.u.      | i.u.        | i.u.        | i.u.             | i.u.             | 31:05.90         | 9                |
| Alice Chelangat   | Maraton      | i.u.     | i.u.      | i.u.        | i.u.        | i.u.             | i.u.             | 2:33:52          | 11               |
| Catherine Ndereba | Maraton      | i.u.     | i.u.      | i.u.        | i.u.        | i.u.             | i.u.             | 2:26:32          | 2                |
| Margaret Okayo    | Maraton      | i.u.     | i.u.      | i.u.        | i.u.        | i.u.             | i.u.             | DNF              | x                |

## Rodd
Herrar
| Idrottare        | Gren          | Heat    | Heat      | Återkval | Återkval  | Semifinal | Semifinal | Final   | Final     | Final |
| Idrottare        | Gren          | Tid     | Placering | Tid      | Placering | Tid       | Placering | Tid     | Placering |       |
| ---------------- | ------------- | ------- | --------- | -------- | --------- | --------- | --------- | ------- | --------- | ----- |
| Ibrahim Githaiga | Singelsculler | 8:13,33 | 4 R       | 7:25,58  | 4 SD/E    | 7:40,78   | 6 FE      | 7:29,02 | 29        |       |